# سلیا آدلر

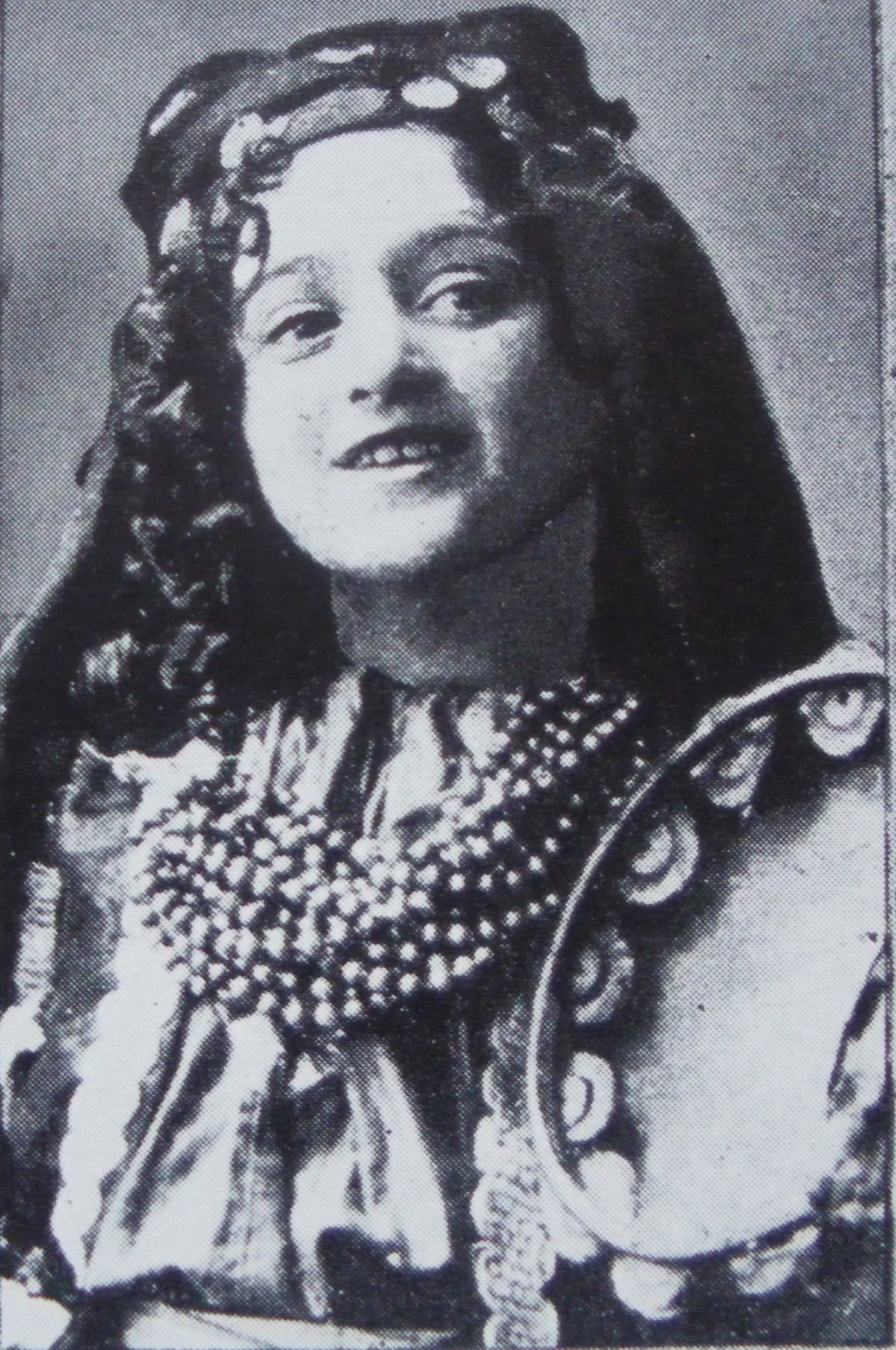

سلیا آدلر (انگلیسی: Celia Feinman Adler؛ ۶ دسامبر ۱۸۸۹ – ۳۱ ژانویهٔ ۱۹۷۹) یک هنرپیشه اهل ایالات متحده آمریکا بود. وی بین سال‌های ۱۹۳۷ تا ۱۹۶۱ میلادی فعالیت می‌کرد. وی با عنوان ""First Lady of the Yiddish Theatre"" شناخته می‌شد